# Ritratto di donna in giallo
Il Ritratto di donna in giallo è un dipinto dell'artista italiano Andrea del Sarto, rimasto tuttavia incompiuto. Oggi il dipinto fa parte della Royal Collection del Regno Unito.

## Storia
Il ritratto venne realizzato da Andrea del Sarto nell'ultima fase della sua vita, anzi è probabile che fu proprio la morte improvvisa causata dalla peste che ne impedì il completamento. La datazione quindi si aggira tra il 1529 e il 1530.
Non si conoscono con precisione le vicende relative alla sua realizzazione e i vari spostamenti in cui venne implicato il ritratto, ma si sa con certezza la sua ultima destinazione, l'Inghilterra. Il ritratto è registrato con certezza per la prima volta tra le collezioni del Castello di Windsor negli Anni 1830 e venne probabilmente acquistato da re Carlo II o da Federico, principe del Galles, o da re Giorgio III, in un periodo compreso tra il XVII e il XIX secolo.
Tutt'oggi fa parte della Royal Collection del Regno Unito.

## Descrizione
L'opera è un dipinto a olio e matita su tavola di pioppo che, per quanto riguarda il supporto originale, misura 64.3 cm in altezza, 50.1 cm in larghezza e 1.7 cm in profondità. Tuttavia, al supporto ligneo è stata aggiunta della tela esternamente, che ne ha aumentato le dimensioni a 65.7 × 50.3 × 1.7 cm; mentre con la cornice il dipinto misura in totale 84.8 × 70.8 × 7.5 cm.
Nonostante sia un lavoro non finito, il ritratto ha comunque la sua importanza perché fornisce una visione interessante di come un dipinto dovesse apparire in uno studio artistico del Rinascimento, prima di essere completato.
L'opera è il ritratto del busto e della testa di una donna vista a ¾ in una composizione molto semplice, senza la distrazione delle mani, degli accessori o dello sfondo. È probabile che l'artista stesse lavorando su un disegno dettagliato, realizzato dal vero.
La parte più rifinita del dipinto è il volto della dama, raffinatamente scolpito e levigato nei toni della pelle e dallo sguardo serioso e enigmatico, appesantito dalle palpebre, come a voler far trapelare una sua stanchezza e malinconia. A dar ulteriore sostanza e suggestione è il gioco di ombre e luci, con quest'ultime molto intense sul lato sinistro del dipinto a contrastare le prime sul lato destro, più fioche e tremolanti. Le parti più complete sono il collo e la parte sinistra (destra per la dama) del viso, mentre la parte meno definita del viso è quella destra e la fronte; in particolare, il colore in quest'ultima zona appare applicato in modo sottile e abbozzato, lasciando trapelare parte della base sottostante.
A contrastare con la solidità dell'incarnato, invece, è il vestito della dama di un giallo vivace. In questo caso è largamente visibile l'imprimatura, il primo strato di materia che viene applicato al fondo grezzo, a cui sono state liberamente applicate delle pennellate per creare i panneggi spigolosi con il colore ocra e con un pennello abbastanza largo; il colore è stato anche aggiustato dall'artista con il suo palmo e le sue dita.
Caratteristico è il modo in cui la modella emerge dallo sfondo scuro, che è modulato tra un rosso scuro e caldo e un marrone.
Infine, la dama avrebbe dovuto indossare un balzo, un particolare tipo di copricapo, che qui è di colore verde, ma è solo abbozzato.